# مای‌بی‌بی
مای بی‌بی (به انگلیسی: My Bulletin Board و به اختصار: MyBB) یک نرم‌افزار متن‌باز است که توسط گروه مای‌بی‌بی توسعه داده می‌شود. این برنامه با زبان پی‌اچ‌پی (PHP) نوشته شده‌است و از پایگاه داده مای‌اس‌کیوال، پست‌گرس‌کیوال و اس‌کیوال لایت پشتیبانی می‌کند و با مجوز گنو ال‌جی‌پی‌ال منتشر می‌شود.

## نسخه‌ها
اولین نسخه عمومی (RC1) از مای‌بی‌بی در ۱۰ دسامبر سال ۲۰۰۳ منتشر شد.
مای‌بی‌بی هر روز پیشرفت کرده تا هم‌اکنون تیم توسعه مای‌بی‌بی در حال نوشتن نسخه ۲٬۰ از این سیستم هستند و آخرین نسخه این سیستم هم‌اکنون نسخه ۱٬۸٬۲۲ است.

### مای‌بی‌بی ۲٬۰
این نسخه در مراحل برنامه‌ریزی است و به زودی پروژهٔ آن کلید خواهد خورد. فعلاً زمان انتشار این نسخه اعلام نشده‌است.
MyBB یک سیستم انجمن ساز رایگان است. می‌توان با مای بی بی، رایگان انجمن ساخت و به راحتی انجمن را مدیریت کرد. MyBulletinBoard یا به اختصار MyBB (مای بی بی) سیستمی است که بر پایه زبان برنامه‌نویسی PHP و بانک اطلاعاتی MySQL نوشته شده‌است. پلاگین (افزونه)ها و تم (پوسته)های طراحی شده برای این سیستم آن را بیش از پیش حرفه ای تر و کاربر پسندانه تر کرده‌است. این سیستم توسط Chris Boulton ساخته شده و توسط گروه MyBB پشتیبانی می‌شود. امکانات و ابزارهای جدید در نسخه ۱٫۸ باعث شده این سیستم جایگاه برتری را در بین سیستم‌های انجمن ساز به خود اختصاص دهد. در حال حاضر مای بی بی یکی از پرطرفدارترین سیستم‌های انجمن ساز در ایران می‌باشد.